# Ивановское муниципальное образование (Саратовская область)
Ивановское муниципальное образование — сельское поселение в Ивантеевском районе Саратовской области Российской Федерации.
Административный центр — село Ивановка.

## История
Статус и границы сельского поселения установлены Законом Саратовской области от 29 декабря 2004 года № 114-ЗСО «О муниципальных образованиях, входящих в состав Ивантеевского муниципального района».

## Население
| 2010 | 2011 | 2012 | 2013 | 2014 | 2015 | 2016 |
| ---- | ---- | ---- | ---- | ---- | ---- | ---- |
| 945  | ↘942 | ↘938 | ↘921 | ↘905 | ↘895 | ↘886 |
| 2017 | 2018 | 2019 | 2020 | 2021 |      |      |
| ↘879 | ↘867 | ↘854 | ↘845 | ↘786 |      |      |

## Состав сельского поселения
| № | Населённый пункт | Тип населённого пункта       | Население |
| - | ---------------- | ---------------------------- | --------- |
| 1 | Гусиха           | село                         | 6         |
| 2 | Журавлиха        | село                         | 5         |
| 3 | Ивановка         | село, административный центр | ↘934      |